# Hillsboro (Alabama)
Hillsboro è un comune degli Stati Uniti d'America situato nella contea di Lawrence dello Stato dell'Alabama.